# Киснер, Юрген
Юрген Киснер (нем. Jürgen Kißner; 18 августа 1942, Луккау, Бранденбург — 18 мая 2019, Кёльн, Северный Рейн-Вестфалия) — немецкий трековый велогонщик, перебежчик из Восточной Германии в Западную, выступавший на международном уровне в 1966—1968 годах. Серебряный призёр летних Олимпийских игр в Мехико, обладатель серебряной и бронзовой медалей чемпионатов мира. Также известен как тренер, преподаватель, спортивный функционер.

## Биография
Юрген Киснер родился 18 августа 1942 года в городе Луккау, Третий рейх.
Заниматься велоспортом начал в 1956 году в спортивном клубе «Динамо» в Котбусе. Неоднократно побеждал в различных молодёжных любительских гонках, рассматривался в качестве кандидата на участие в Олимпийских играх 1960 года в Риме, однако выступить здесь ему так и не довелось.
В 1963 году одержал победу на чемпионате ГДР в командной гонке преследования и стал серебряным призёром в мэдисоне. В это время переехал на постоянное жительство в Восточный Берлин, где проходил подготовку в столичном одноимённом клубе «Берлинер».
В 1964 году вновь выиграл восточногерманское национальное первенство в командном преследовании, также взял серебро в индивидуальном преследовании и бронзу в мэдисоне. Приехав на проходившие в Кёльне сборы Объединённой германской команды, созванной для участия в Олимпийских играх в Токио, решил не возвращаться в ГДР и остался на территории Западной Германии.
Ассоциация велогонщиков ГДР потребовала от Международного союза велосипедистов отстранить Киснера от участия в соревнованиях сроком на четыре года, чтобы помешать его возможному выступлению на следующей Олимпиаде, однако в итоге велогонщик был отстранён только на шесть месяцев — по окончании этого срока он возобновил спортивную карьеру и вошёл в основной состав сборной ФРГ.
В 1966 году Юрген Киснер одержал победу на чемпионате ФРГ в индивидуальной гонке преследования и в омниуме. На трековом чемпионате мира во Франкфурте-на-Майне стал серебряным призёром в командной гонке преследования, уступив здесь только команде из Италии.
В 1967 году вновь стал чемпионом ФРГ в омниуме, выиграл серебряные медали в индивидуальном и командном преследованиях, получил бронзу в мэдисоне. Побывал на мировом первенстве в Амстердаме, откуда на сей раз привёз награду бронзового достоинства, выигранную в командном преследовании. Отметился и выступлением на шоссе, в частности победил на любительском «Туре Кёльна».
Благодаря череде удачных выступлений удостоился права защищать честь страны на летних Олимпийских играх 1968 года в Мехико. В командной гонке преследования вместе с соотечественниками Удо Хемпелем, Карлом Линком, Карлом-Хайнцем Хенрихсом и Райнером Подлешом благополучно преодолел всех соперников, в том числе на стадии полуфиналов с мировым рекордом прошёл главных фаворитов итальянцев, и в финале встретился со сборной Дании. На протяжении всего решающего заезда немцы лидировали и на финише привезли датчанам более трёх с половиной секунд. Тем не менее, незадолго до финиша в немецкой команде имел место эпизод, когда ехавший последним Киснер, перед тем как окончательно отстать, коснулся рукой своего партнёра Хенрихса. Гонщик заявил, что сделал это ради сохранения равновесия и предотвращения падения, однако делегация ГДР подала протест, посчитав, что тот намеренно подтолкнул Хенрихса, чтобы дать ему преимущество. После 15-минутного совещания судьи решили дисквалифицировать сборную Западной Германии, при этом сборные Италии и Советского Союза в соответствии с данным решением станут серебряными и бронзовыми призёрами соответственно. Это решение уже опротестовала делегация ФРГ, заявив, что проигравшие в полуфинале итальянцы и советские гонщики не должны находиться выше их команды. Состоялось ещё одно длительное совещание, по итогам которого Дания была поставлена на первое место, Италия на третье, тогда как серебряные медали было решено попридержать до запланированного на ноябрь заседания Международной федерации любительского велоспорта (FIAC). В конечном счёте сборную ФРГ всё же наградили серебряными олимпийскими медалями, также гонщики удостоились высшей спортивной награды Германии «Серебряный лавровый лист».
После Олимпиады в Мехико Киснер больше не показывал сколько-нибудь значимых результатов в велоспорте на международном уровне. Окончив Германский спортивный университет в Кёльне, впоследствии он работал учителем в общеобразовательной школе, являлся тренером по велоспорту, проявил себя как спортивный функционер.
Умер 18 мая 2019 года в Кёльне в возрасте 76 лет.